# Poimenesperus zebra
Poimenesperus zebra là một loài bọ cánh cứng trong họ Cerambycidae.